# 凯文·麦卡利南
凯文·K·麦卡利南（英語：Kevin K. McAleenan，1971年9月5日—），美国律师，曾任美国国土安全部代理部长、美国海关和边境保护局局长。

## 外部連結
- Tom Fox. . The Washington Post. 2015-12-02  [2019-05-16]. （原始内容存档于2019-04-08）.
- C-SPAN內的頁面（英文）